# 하영구
하영구(1953년 11월 26일 ~ )는 전라남도 광양에서 태어난 대한민국의 기업인이자 금융인이다.
1981년 씨티은행에 입행한 후 씨티은행의 수석 딜러, 자금담당 총괄 이사 등을 거쳐 2001년 한미은행의 은행장이 되었고, 2004년부터 2014년까지 한국씨티은행의 은행장과 한국씨티금융지주 회장을 맡았다. 2014년에 전국은행연합회 회장으로 선출되었다.

## 학력
- 노스웨스턴대학교 대학원 경영학 석사
- 서울대학교 상과대학 무역학과 학사
- 경기고등학교

## 참고 자료
- 하영구 네이버 인물검색